# Palermo Hollywood
Palermo Hollywood es un área conocida de la Ciudad Autónoma de Buenos Aires, que comprende un sector del barrio de Palermo delimitado por las avenidas Juan Bautista Justo, Córdoba, Dorrego y Santa Fe.
No es oficialmente reconocido como uno de los 48 barrios porteños.
Este sector del barrio porteño de Palermo, aunque ubicado más allá del arroyo Maldonado, en lo que fuera originalmente el Partido de Belgrano, ha sido denominado de esta manera por la concentración desde principios del siglo XXI de productoras televisivas, canales de televisión y posproductoras de cine y televisión. Sin embargo se trata de un barrio tradicional -su hito institucional es el centenario Club Atlético Palermo- surgido en el intersticio interurbano entre la vieja ciudad de Buenos Aires y el pueblo de Belgrano en tiempos de la Gran Inmigración de fines del siglo XIX y principios del XX. Algunos caracterizados vecinos, como Charly García, rebautizaron el barrio como Palermo Bagdad.[cita requerida] Los viejos vecinos prefieren llamarlo por su antigua denominación: Quinta Bollini.
En este barrio estuvo la sede y estudios hasta su desaparición de la productora de cine-televisión Aries Cinematográfica Argentina.

## Atracciones
Palermo Hollywood cuenta con numerosos restaurantes de precios medianos y medianos-altos. En general, los locales gastronómicos de la zona muestran una dedicación especial por el diseño y la decoración de sus restaurantes. Muchos jóvenes chefs se establecieron en Palermo Hollywood para abrir su restaurante.
En Av. Dorrego y Álvarez Thomas, el Mercado de Pulgas cuenta con 150 locales de muebles, iluminación, decoración, vajilla y artesanías.